# Liste der Nummer-eins-Hits in Frankreich (1995)
Diese Liste enthält alle Nummer-eins-Hits in Frankreich im Jahr 1995. Es gab in diesem Jahr elf Nummer-eins-Singles und acht Nummer-eins-Alben.
| Singles | Alben |
| --- | --- |
| - Elton John – Can You Feel the Love Tonight? - 10 Wochen (27. November 1994 – 4. Februar 1995) - 20 Fingers feat. Gillette – Short Dick Man - 3 Wochen (5. Februar – 25. Februar) - The Cranberries – Zombie - 9 Wochen (26. Februar – 29. April) - Céline Dion – Pour que tu m'aimes encore - 8 Wochen (30. April – 24. Juni, insgesamt 12 Wochen) - Scatman John – Scatman (Ski-Ba-Bop-Ba-Dop-Bop) - 1 Woche (25. Juni – 1. Juli) - Céline Dion – Pour que tu m'aimes encore - 4 Wochen (2. Juli – 29. Juli, insgesamt 12 Wochen) - Indiens – Yeha-noha - 6 Wochen (30. Juli – 9. September) - Scatman John – Scatman’s World - 1 Woche (10. September – 16. September, insgesamt 2 Wochen) - Mylène Farmer – XXL - 1 Woche (17. September – 23. September) - Scatman John – Scatman’s World - 1 Woche (24. September – 30. September, insgesamt 2 Wochen) - Michael Jackson – You Are Not Alone - 1 Woche (1. Oktober – 7. Oktober) - Céline Dion – Je sais pas - 7 Wochen (8. Oktober – 25. November) - Coolio feat. L. V. – Gangsta's Paradise - 13 Wochen (26. November 1995 – 24. Februar 1996, insgesamt 14 Wochen; → 1996) | - Le Roi Lion (Soundtrack) - 1 Woche (1. Januar – 7. Januar, insgesamt 4 Wochen) - Boyz II Men – II - 1 Woche (8. Januar – 14. Januar) - Le Roi Lion (Soundtrack) - 3 Wochen (15. Januar – 4. Februar, insgesamt 4 Wochen) - Francis Cabrel – Samedi soir sur la terre - 3 Wochen (5. Februar – 25. Februar, insgesamt 29 Wochen; → 1994) - The Cranberries – No Need To Argue - 5 Wochen (26. Februar – 1. April) - Céline Dion – D’eux - 10 Wochen (2. April – 10. Juni, insgesamt 44 Wochen) - Michael Jackson – HIStory – Past, Present and Future Book I - 2 Wochen (11. Juni – 24. Juni) - Céline Dion – D’eux - 6 Wochen (25. Juni – 5. August, insgesamt 44 Wochen) - Indians Sacred Spirits – Chants et danses - 1 Woche (6. August – 12. August, insgesamt 2 Wochen) - Céline Dion – D’eux - 1 Woche (13. August – 19. August, insgesamt 44 Wochen) - Indians Sacred Spirits – Chants et danses - 1 Woche (20. August – 26. August, insgesamt 2 Wochen) - Céline Dion – D’eux - 12 Wochen (27. August – 18. November, insgesamt 44 Wochen) - The Beatles – Anthology Vol. 1 - 1 Woche (19. November – 25. November) - Céline Dion – D’eux - 15 Wochen (26. November 1995 – 9. März 1996, insgesamt 44 Wochen) |